# Epamera cytaeis
Epamera cytaeis is een vlinder uit de familie van de Lycaenidae. De wetenschappelijke naam van de soort is voor het eerst geldig gepubliceerd in 1875 door Hewitson.